# 브라질의 기독교 연합회

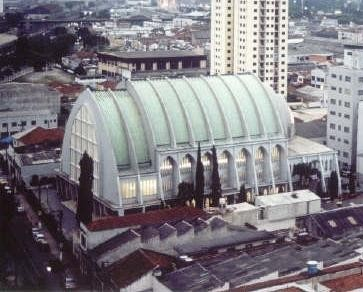
상파울루, 브라질에 있는 교회.

브라질에 있는 그리스도인 회중(Congregação Cristã no Brasil, Christian Congregation in Brazil)은 이탈리아 미국 선교사 루이지 Francescon (1866-1964)에 의해 그 나라에 설립된 복음주의 교단이다.
성서의 하나님의 말씀으로서의 권위를 강조하는.
믿음으로 인한 구원과  이란 오직 믿음이라는 교리는 하나님이 죄인들을 용서하시는 것은 인간의 행위로서가 아니라 오직 믿음을 통해서 그에게 받아들여지는 것이라고 확신하는 것이다.
거듭난 성도들과 하나님께 은사를 받은 장로가 성령님의 인도로 세워져서 모임이 운영되고 있으며, 누구든지 성도는 제사장이라는 원리를 적용하여 기독교 기성 교단의 조직 체계(목사-평신도)라는 계급적인 병폐를 거부하고 있다.
복수의 남성 장로들과 집사들 만을 성경적인 교회 조직으로 인정하고, 형제, 그리스도인이란 명칭의 사용을 권장하지만, 한국에서는 타 기독교 교파의 영향을 받아, 교회마다 다양한 실행적 차이가 있다.

그리스도 앞에 모든 신자가 그리스도를 통하여 성령의 도움으로 하나님께 직접 예배하고 교통할 수 있다는 . 만인제사 또는 만인사제설 또는 만인제사장론 또는 만인사제주의라고도 한다.
신도중 여성은 머리에 모자나 수건을 사용하여 머리를 가려 천사들과 남자들의 머리가 예수 그리스도라는 성경말씀(고린도전서 11장 10절)을 지금도 유효하다는 믿음을 따른다.